# Tollard Royal
Tollard Royal est une paroisse civile et un village du Wiltshire, en Angleterre.